# Barry Livingston
Barry Gordon Livingston (Los Angeles, 17 dicembre 1953) è un attore statunitense.

## Filmografia

### Cinema
- I dominatori dell'universo (Masters of the Universe), regia di Gary Goddard (1987)
- Maniac Cop 3 - Il distintivo del silenzio (Maniac Cop III: Badge of Silence), regia di William Lustig (1993)
- Tremors 3 - Ritorno a Perfection (Tremors 3: Back to Perfection), regia di Brent Maddock (2001)
- Una teenager alla Casa Bianca (First Daughter), regia di Forest Whitaker (2004)
- Matrimonio per sbaglio (Wedding Daze), regia di Michael Ian Black (2004)
- Zodiac, regia di David Fincher (2007)
- Zohan - Tutte le donne vengono al pettine (You Don't Mess with the Zohan), regia di Dennis Dugan (2008)
- Contatto finale (Final Approach), regia di Armand Mastroianni (2007)
- The Social Network, regia di David Fincher (2010)
- Hostel: Part III, regia di Scott Spielberg (2011)
- Argo, regia di Ben Affleck (2012)
- Jersey Boys, regia di Clint Eastwood (2014)
- Trafficanti (War Dogs), regia di Todd Phillips (2016)

### Televisione
- The Dick Van Dyke Show - serie TV, un episodio (1962)
- The Adventures of Ozzie and Harriet - serie TV, 8 episodi (1960-1962)
- Breaking Point - serie TV, un episodio (1964)
- Lucy Show (The Lucy Show) - serie TV, 2 episodio (1963-1964)
- Vacation Playhouse - serie TV, un episodio (1966)
- Dragnet - serie TV, un episodio (1969)
- Marcus Welby (Marcus Welby, M.D.) - serie TV, un episodio (1969)
- Io e i miei tre figli (My Three Sons), serie TV (1963-1972)
- Room 222 - serie TV, un episodio (1973)
- Ironside - serie TV, un episodio (1973)
- Le strade di San Francisco (The Streets of San Francisco) - serie TV, un episodio (1973)
- The Elevator, regia di Jerry Jameson - film TV (1974)
- Parenti e tanti guai (Sons and Daughters) - serie TV, 6 episodi (1974)
- Pepper Anderson - Agente speciale (Police Woman) - serie TV, un episodio (1974)
- High School U.S.A. - serie TV (1983)
- Simon & Simon - serie TV, un episodio (1984)
- Cuore e batticuore (Hart to Hart) - serie TV, un episodio (1984)
- Scuola di football (1st & Ten) - serie TV, un episodio (1985)
- Doogie Howser (Doogie Howser, M.D.) - serie TV, 2 episodi (1990-1992)
- Lois & Clark - Le nuove avventure di Superman (Lois & Clark: The New Adventures of Superman) - serie TV, 3 episodi (1994-1995)
- La tata (The Nanny) - serie TV, un episodio (1997)
- I viaggiatori (Sliders) - serie TV, un episodio (1997)
- Ally McBeal - serie TV, un episodio (1998)
- USA High - serie TV, un episodio (1998)
- Gli specialisti(Soldier of Fortune, Inc.) - serie TV, un episodio (1999)
- Casa Hughleys (The Hughleys) - serie TV, un episodio (1999)
- Giudice Amy (Judging Amy) - serie TV, un episodio (2000)
- Zoe, Duncan, Jack & Jane - serie TV, un episodio (2000)
- Sabrina, vita da strega (Sabrina, the Teenage Witch) - serie TV, un episodio (2000)
- Boston Public - serie TV, un episodio (2001)
- West Wing - Tutti gli uomini del Presidente (The West Wing'") - serie TV, un episodio (2001)
- Will & Grace - serie TV, un episodio (2002)
- Roswell - serie TV, un episodio (2002)
- Son of the Beach - serie TV, un episodio (2002)
- American Dreams - serie TV, un episodio (2002)
- The Guardian - serie TV, un episodio (2003)
- She Spies - serie TV, un episodio (2004)
- The Drew Carey Show - serie TV, un episodio (2004)
- Squadra Med - Il coraggio delle donne (Strong Medicine) - serie TV, un episodio (2004)
- Crossing Jordan - serie TV, un episodio (2006)
- Mad Men - serie TV, un episodio (2007)
- Eli Stone - serie TV, un episodio (2008)
- La complicata vita di Christine (The New Adventures of Old Christine) - serie TV, un episodio (2008)
- Due uomini e mezzo (Two and a Half Men) - serie TV, un episodio (2008)
- Tutti odiano Chris (Everybody Hates Chris) - serie TV, un episodio (2008)
- Detective Monk (Monk) - serie TV, un episodio (2009)
- NCIS - Unità anticrimine (NCIS) - serie TV, un episodio (2009)
- CSI: Miami - serie TV, un episodio (2009)
- Castle – serie TV, episodio 4x07 (2011)
- C'è sempre il sole a Philadelphia (It's Always Sunny in Philadelphia) - serie TV, un episodio (2012)
- Anger Management - serie TV, 3 episodi (2014)
- The Middle - serie TV, un episodio (2017)
- Angie Tribeca - serie TV, un episodio (2017)
- The Orville - serie TV, un episodio (2017)
- Bosch - serie TV, 3 episodi (2018-2019)
- Bosch: l'eredità (Bosch: Legacy) - serie TV, un episodio (2022)

## Doppiatori italiani
Nelle versioni in italiano delle opere in cui ha recitato, Barry Livingston è stato doppiato da:
- Oliviero Dinelli in Contatto finale, How I Met Your Father
- Nino D'Agata in NCIS - Unità anticrimine, CSI: Miami
- Enrico Pallini in Desperate Housewives, The Middle
- Gianluca Machelli in Grey's Anatomy, The Social Network
- Gaetano Lizzio in NCIS: Los Angeles, Narcos: Messico
- Luciano Roffi in Zohan - Tutte le donne vengono al pettine
- Antonio Angrisano in Revenge
- Luca Biagini in Trafficanti
- Silvio Pandolfi in Tremors 3 - Ritorno a Perfection
- Lucio Saccone in Roswell
- Mino Caprio in Una teenager alla Casa Bianca
- Mauro Magliozzi in Mad Men
- Fabrizio Temperini in Due uomini e mezzo
- Manfredi Aliquò in Detective Monk
- Francesco Meoni in Rizzoli & Isles
- Luca Graziani in Fun Size
- Fabrizio Pucci in Bosch (ep. 4x01, 5x02)
- Stefano Starna in Bosch (ep. 6x01)
- Gianni Gaude in The Rookie
- Paolo Maria Scalondro in Bosch: l'eredità
- Maurizio Fiorentini in Amiche per la morte - Dead to Me